# Gründleinsloch (Castell)
Koordinaten: 49° 44′ 58,4″ N, 10° 21′ 8,3″ O
Das Gründleinsloch ist eine Gipskarstquelle bei Castell am Rande des Steigerwalds im Landkreis Kitzingen in Unterfranken.

## Beschreibung

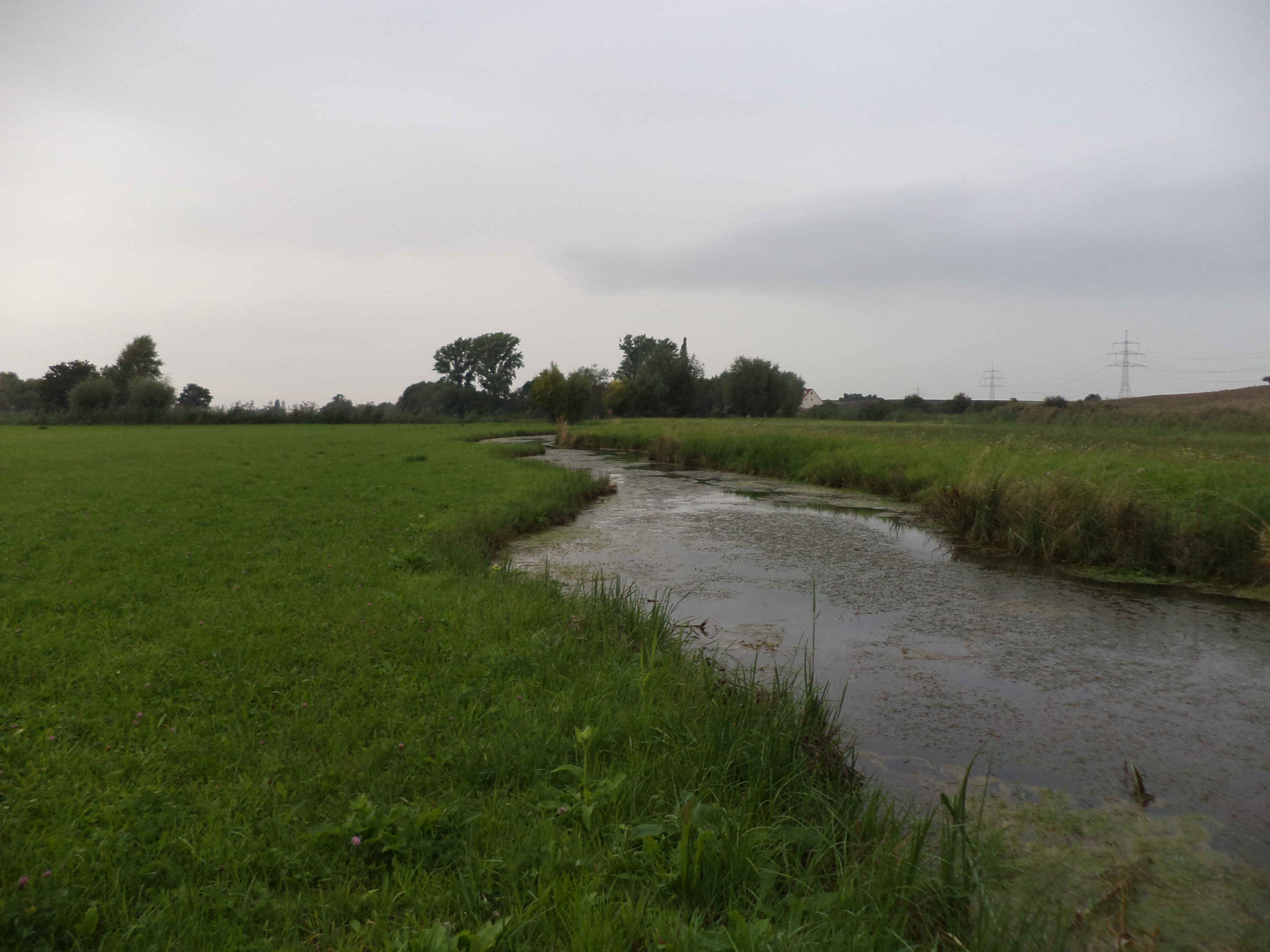
Der abfließende Gründleinsbach

Die Quelle liegt in einer Ebene zwischen Castell und Greuth, an einem Waldstück nahe der Kreisstraße KT 11. Der Quelltopf ist der Ursprung des etwa 9 km langen Gründleinsbaches, der über den Castellbach in die Schwarzach fließt. Die Quelle entspringt dem Gipsgestein unterhalb des Hahnharts (319 m). Das glasklare Quellwasser kommt aus großer Tiefe hervor und schimmert am Austrittspunkt leicht bläulich. Taucher fanden unter der Austrittsstelle einen mehrere Meter großen, aus dem Kalkstein gewaschenen Hohlraum.

## Volksglauben und Sagen
Früher sah man im Gründleinsloch etwas Bedrohliches. Die Herkunft des bläulich schimmernden Wassers aus der unheimlichen Tiefe konnten die Leute sich nicht erklären. Da niemand den Grund der Quelle erkennen konnte, glaubte man, es handele sich um ein grundloses Loch; daher der Name Gründleinsloch.
Einer Sage nach besteht zwischen dem Brunnen an der Ruine der Castellschen Stammburg auf dem naheliegenden Schlossberg und dem Gründleinsloch ein unterirdischer Gang. Die Sage besagt, dass wenn man eine Ente am Schlossberg in den Brunnen wirft, sie am Gründleinsloch wieder ans Tageslicht kommt.